# Самые красивые
«Самые красивые», в другом переводе «Самые нежные» (яп. 一番美しく Итибан уцукусику) — драма 1944 года, которую Акира Куросава снял по собственному сценарию.

## Сюжет
Действие фильма происходит на оптической фабрике во время Второй мировой войны. Фильм показывает борьбу молодых работниц за повышение производительности труда, их верность своему долгу.

## Критика
Советские исследователи отметили этот фильм как одну из первых работ Куросавы, где проявилось его стремление к углублённому анализу человеческой психологии.